# Luxe-Sumberraute
Pour les articles homonymes, voir Luxe (homonymie) et Sumberraute.
Luxe-Sumberraute (en basque: Lüküze-Altzümarta) est une commune française située dans le département des Pyrénées-Atlantiques, en région Nouvelle-Aquitaine.
Elle a été créée par la fusion des communes de Luxe et de Sumberraute.
Le gentilé est Lüküztar.

## Géographie

### Localisation
La commune de Luxe-Sumberraute se trouve dans le département des Pyrénées-Atlantiques, en région Nouvelle-Aquitaine.
Elle se situe à 93 km par la route de Pau, préfecture du département, à 52 km de Bayonne, sous-préfecture, et à 5,9 km de Saint-Palais, bureau centralisateur du canton du Pays de Bidache, Amikuze et Ostibarre dont dépend la commune depuis 2015 pour les élections départementales.
La commune fait en outre partie du bassin de vie de Saint-Palais.
Les communes les plus proches sont : 
Garris (1,3 km), Béguios (1,8 km), Amendeuix-Oneix (2,8 km), Amorots-Succos (3,6 km), Beyrie-sur-Joyeuse (3,7 km), Saint-Palais (4,0 km), Aïcirits-Camou-Suhast (4,4 km), Gabat (4,4 km).
Sur le plan historique et culturel, Luxe-Sumberraute fait partie de la province de la Basse-Navarre, un des sept territoires composant le Pays basque,. La Basse-Navarre en est la province la plus variée en ce qui concerne son patrimoine, mais aussi la plus complexe du fait de son morcellement géographique. Depuis 1999, l'Académie de la langue basque ou Euskalzaindia divise la Basse-Navarre en six zones,. La commune est dans le pays de Mixe (Amikuze), au nord-est de ce territoire.

### Communes limitrophes
Les communes limitrophes sont  Amendeuix-Oneix, Beyrie-sur-Joyeuse, Béguios, Garris et Labets-Biscay.
|         | Labets-Biscay      | Amendeuix-Oneix |
| Béguios | Luxe-Sumberraute   | Garris          |
|         | Beyrie-sur-Joyeuse | Amendeuix-Oneix |

### Hydrographie

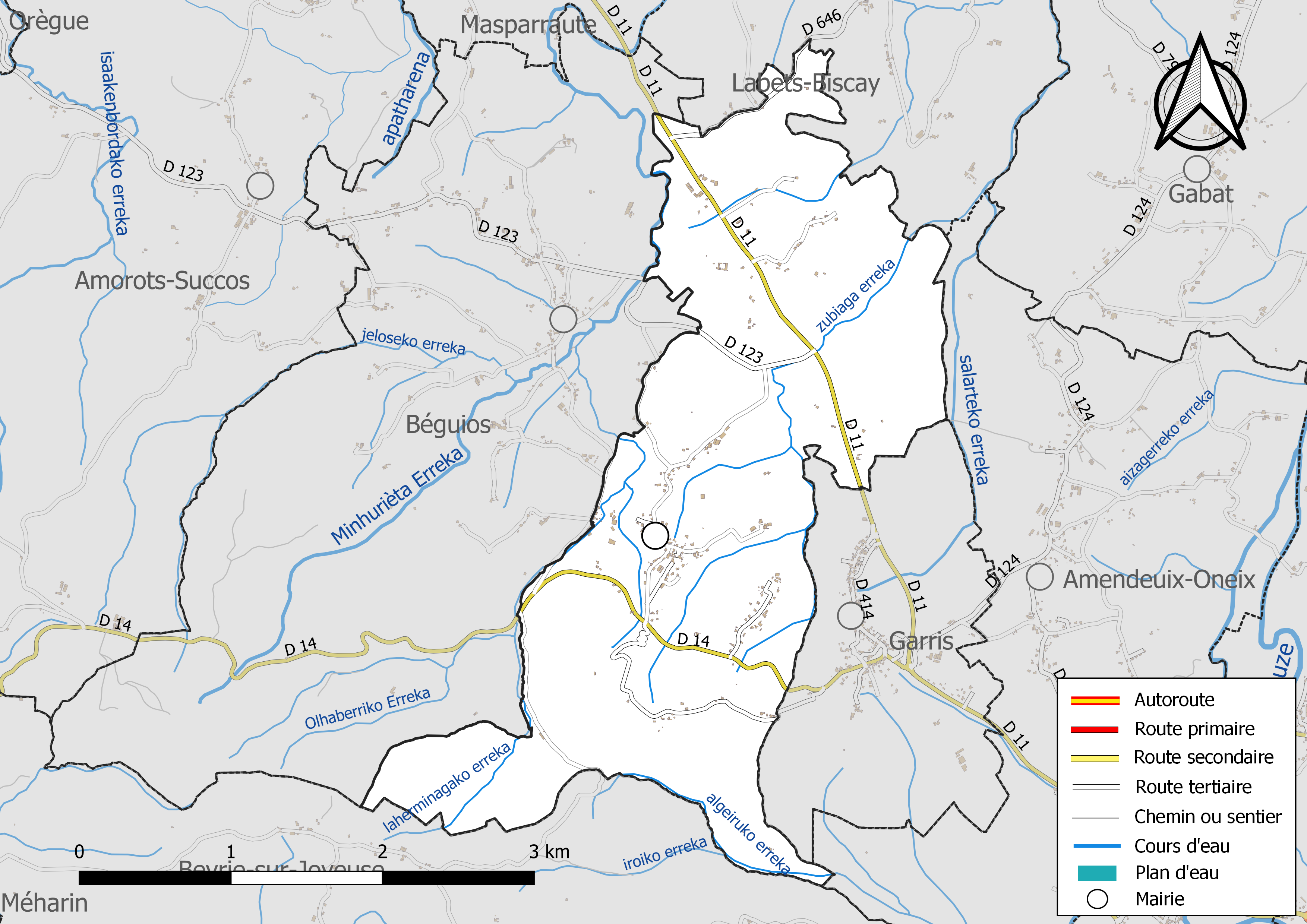
Réseaux hydrographique et routier de Luxe-Sumberraute.

La commune est drainée par Mihuerietako erreka, Algeiruko erreka, Laherminagako erreka, Zubiaga erreka, et par divers petits cours d'eau, constituant un réseau hydrographique de 13 km de longueur totale,.

### Climat
Pour des articles plus généraux, voir Climat de la Nouvelle-Aquitaine et Climat des Pyrénées-Atlantiques.
Historiquement, la commune est exposée à un micro climat océanique basque.  
En 2020, Météo-France publie une typologie des climats de la France métropolitaine dans laquelle la commune est exposée à un climat de montagne et est dans la région climatique Pyrénées atlantiques, caractérisée par une pluviométrie élevée (>1 200 mm/an) en toutes saisons, des hivers très doux (7,5 °C en plaine) et des vents faibles.
Pour la période 1971-2000, la température annuelle moyenne est de 13,8 °C, avec une amplitude thermique annuelle de 13,5 °C. Le cumul annuel moyen de précipitations est de 1 350 mm, avec 12,7 jours de précipitations en janvier et 8,6 jours en juillet. Pour la période 1991-2020, la température moyenne annuelle observée sur la station météorologique la plus proche, située sur la commune d'Aïcirits-Camou-Suhast à 4 km à vol d'oiseau, est de 14,3 °C et le cumul annuel moyen de précipitations est de 1 219,1 mm,. Pour l'avenir, les paramètres climatiques de la commune estimés pour 2050 selon différents scénarios d’émission de gaz à effet de serre sont consultables sur un site dédié publié par Météo-France en novembre 2022.

### Milieux naturels et biodiversité

#### Réseau Natura 2000
Le réseau Natura 2000 est un réseau écologique européen de sites naturels d'intérêt écologique élaboré à partir des Directives « Habitats » et « Oiseaux », constitué de zones spéciales de conservation (ZSC) et de zones de protection spéciale (ZPS).
Un site Natura 2000 a été défini sur la commune au titre de la « directive Habitats » : « la Bidouze (cours d'eau) », d'une superficie de 2 570 ha, un vaste réseau hydrographique drainant les coteaux du Pays basque,.

#### Zones naturelles d'intérêt écologique, faunistique et floristique
L’inventaire des zones naturelles d'intérêt écologique, faunistique et floristique (ZNIEFF) a pour objectif de réaliser une couverture des zones les plus intéressantes sur le plan écologique, essentiellement dans la perspective d’améliorer la connaissance du patrimoine naturel national et de fournir aux différents décideurs un outil d’aide à la prise en compte de l’environnement dans l’aménagement du territoire.
Une ZNIEFF de type 1 est recensée sur la commune, : 
les « pelouses calcicoles de Garris » (6,01 ha), couvrant 2 communes du département et une ZNIEFF de type 2,, : 
les « landes, bois et prairies du Pays de Mixe » (1 739,31 ha), couvrant 9 communes du département.

## Urbanisme

### Typologie
Au 1er janvier 2024, Luxe-Sumberraute est catégorisée commune rurale à habitat dispersé, selon la nouvelle grille communale de densité à sept niveaux définie par l'Insee en 2022.
Elle est située hors unité urbaine. Par ailleurs la commune fait partie de l'aire d'attraction de Saint-Palais, dont elle est une commune de la couronne,. Cette aire, qui regroupe 25 communes, est catégorisée dans les aires de moins de 50 000 habitants,.

### Occupation des sols

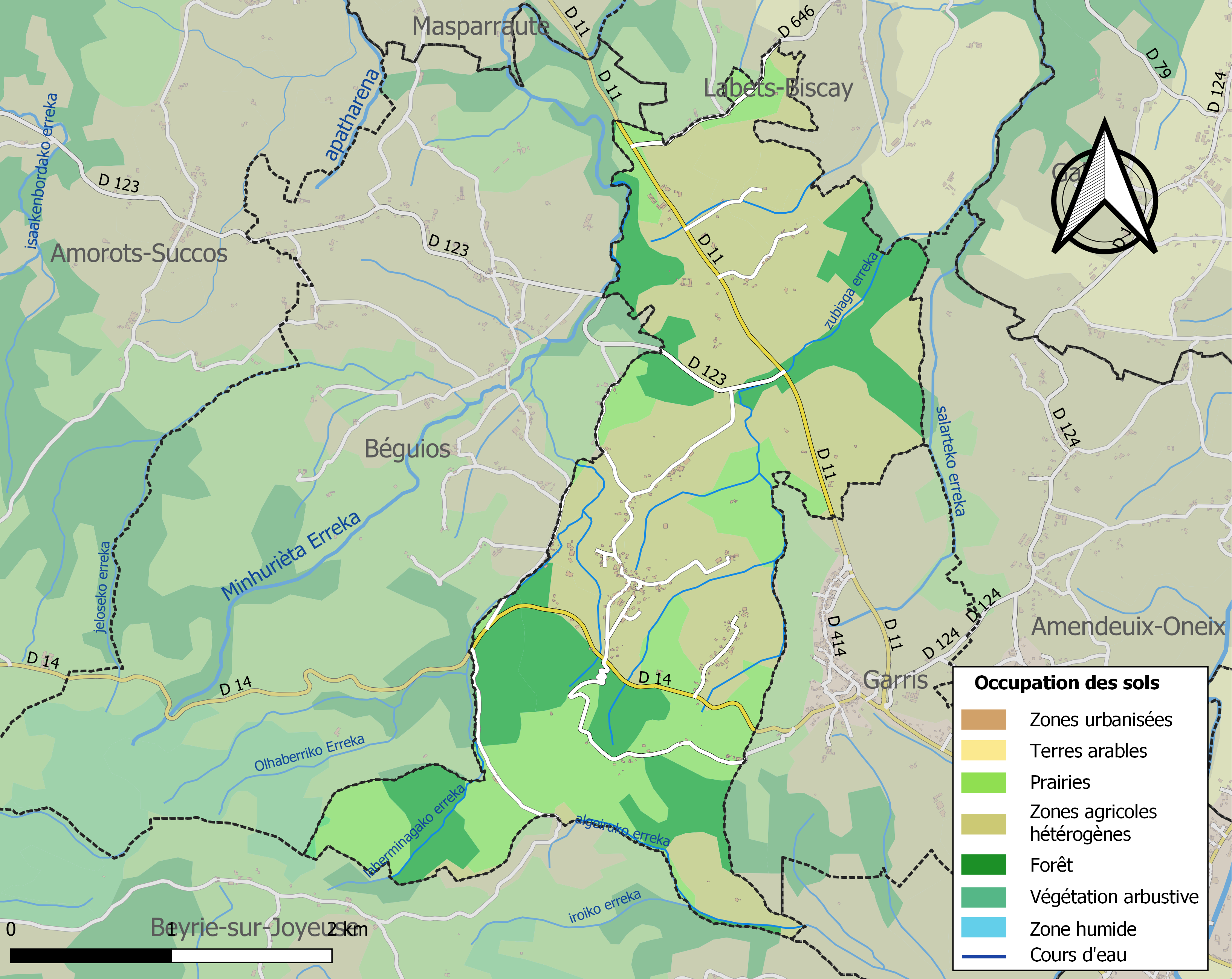
Carte des infrastructures et de l'occupation des sols de la commune en 2018 (CLC).

L'occupation des sols de la commune, telle qu'elle ressort de la base de données européenne d’occupation biophysique des sols Corine Land Cover (CLC), est marquée par l'importance des territoires agricoles (75,4 % en 2018), en diminution par rapport à 1990 (77,1 %). La répartition détaillée en 2018 est la suivante : 
zones agricoles hétérogènes (51,2 %), forêts (24,5 %), prairies (24,1 %), terres arables (0,1 %), milieux à végétation arbustive et/ou herbacée (0,1 %). L'évolution de l’occupation des sols de la commune et de ses infrastructures peut être observée sur les différentes représentations cartographiques du territoire : la carte de Cassini (XVIIIe siècle), la carte d'état-major (1820-1866) et les cartes ou photos aériennes de l'IGN pour la période actuelle (1950 à aujourd'hui).

### Lieux-dits et hameaux
- Inventoriés en 1887[30] :
  - Montagna, Mendia ou Bentia (La Montagne) ;
  - Plaza ou Elizathia (la place de l'église) ;
  - Oxibarre ou Oxibar (val des loups) ;
  - Alsumarta (Sumberraute).

### Voies de communication et transports
Luxe-Sumberraute est desservie par les routes départementales D 11 entre Saint-Palais et Bidache, la D 14 entre Saint-Palais et Hasparren et la D 123.
La gare TER la plus proche est celle de Saint-Jean-Pied-de-Port à 36,4 km (ligne Saint-Jean-Pied-de-Port - Bayonne). La gare TGV la plus proche est celle d'Orthez à 40,2 km (ligne Tarbes - Paris Montparnasse).
L'aéroport le plus proche est celui de Biarritz-Pays basque à 58,3 km.
97 % des ménages ont au moins une voiture et 57,1 % en ont deux ou plus en 2018. Les transports utilisés en 2018 pour se rendre au travail sont les suivants :
| pas de déplacement        | 3,8 %  |
| marche, roller, patinette | 4,3 %  |
| vélo (y compris VAE)      | 0      |
| 2 roues motorisées        | 0      |
| voiture                   | 90,2 % |
| transport en commun       | 1,6 %  |

### Risques majeurs
Le territoire de la commune de Luxe-Sumberraute est vulnérable à différents aléas naturels : météorologiques (tempête, orage, neige, grand froid, canicule ou sécheresse), feux de forêts et séisme (sismicité moyenne). Un site publié par le BRGM permet d'évaluer simplement et rapidement les risques d'un bien localisé soit par son adresse soit par le numéro de sa parcelle.
Luxe-Sumberraute est exposée au risque de feu de forêt. En 2020, le premier plan de protection des forêts contre les incendies (PDPFCI) a été adopté pour la période 2020-2030. La réglementation des usages du feu à l’air libre et les obligations légales de débroussaillement dans le département des Pyrénées-Atlantiques font l'objet d'une consultation de public ouverte du 16 septembre au 7 octobre 2022,.

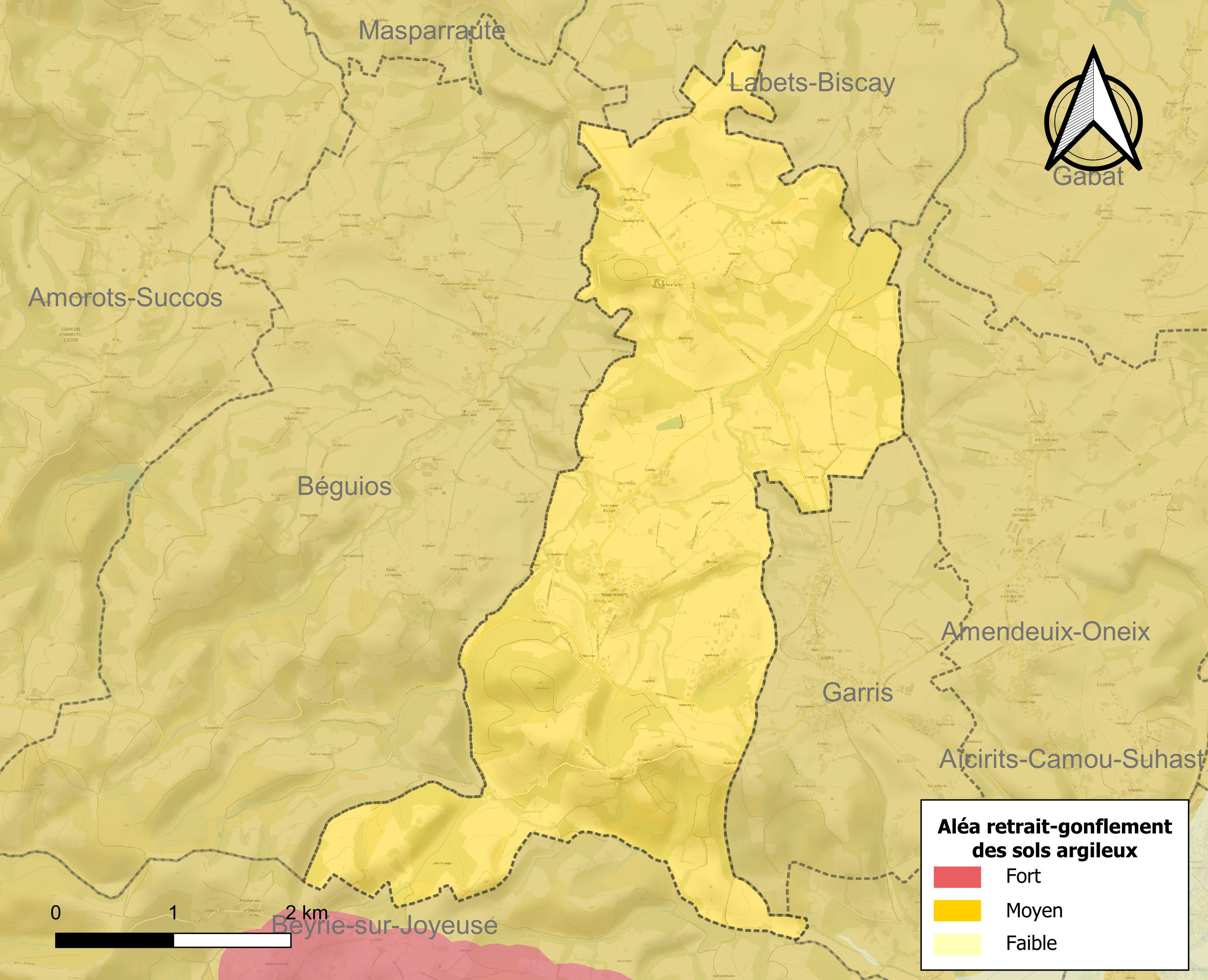
Carte des zones d'aléa retrait-gonflement des sols argileux de Luxe-Sumberraute.

Le retrait-gonflement des sols argileux est susceptible d'engendrer des dommages importants aux bâtiments en cas d’alternance de périodes de sécheresse et de pluie. La totalité de la commune est en aléa moyen ou fort (59 % au niveau départemental et 48,5 % au niveau national). Depuis le 1er octobre 2020, en application de la loi ELAN, différentes contraintes s'imposent aux vendeurs, maîtres d'ouvrages ou constructeurs de biens situés dans une zone classée en aléa moyen ou fort,.
La commune a été reconnue en état de catastrophe naturelle au titre des dommages causés par les inondations et coulées de boue survenues en 1982, 1983, 2009 et 2014.

## Toponymie

### Mentions anciennes
Le toponyme Luxe apparaît sous les formes Luxa (XIIe siècle, collection Duchesne volume CXIV), Sancta Maria de Lucse (1160), Luc (1249), 
Lucxa (1264), Luxa (1264), Luixe (XIIIe siècle, cartulaire de Bayonne), Lucxa (1384, collection Duchesne volume CXV),Nostre-Done de Lucxe (1472, notaires de Labastide-Villefranche) et Lixe (1650).
Le toponyme Sumberraute apparaît sous les formes Sanctus Martinus de Alzumberraute (1160), Alçumbarrauta (1268), Alçunbarraute (1350 et 1412), Alsumberraute (1472, notaires de Labastide-Villefranche), Alçumbarrate (1513, titres de Pampelune), Azumbarraute (1621, Martin Biscay) et Somberraute (1793 et 1801, Bulletin des lois pour la deuxième date).
Jean-Baptiste Orpustan indique que Luxe provient du latin lucu (« bois » ou « bois sacré ») et que Sumberraute signifie « lieu de broussailles où l'aulne abonde » (de altzu « lieu où l'aulne abonde » et berroeta « lieu de broussailles »).

### Graphie basque
Son nom basque actuel est Lüküze-Altzümarta.

## Histoire et personnalités
Luxe est le fief des barons de Luxe, de Lantabat et d'Ostabat à partir de la fin du XIe siècle, époque à laquelle est construit le château. Les Luxe deviennent vassaux du roi de Navarre en 1196. Ils sont cousins des Gramont. Ces deux familles jouent un rôle important au royaume de Navarre. Ils entretiennent une lutte féroce jusqu'au XVIe siècle avec la disgrâce de Jean IV de Luxe, partisan de Charles Quint lors de l'invasion de la Navarre. Il est sanctionné par Henri d'Albret et son château rasé en 1524,,,.
Plus tard le titre échoit aux Montmorency-Bouteville pour qui les terres de Cize et d'Ostabarret sont lointaines et de peu d'intérêt sinon pour s'inventer des titres fantaisistes de « comte » ou de « prince » de Luxe. Seul Maurice-Annibal de Montmorency-Tingry s'y fera inhumer en 1762 après son décès à Pau où il était gouverneur militaire. Après un remariage, son épouse, la duchesse d'Olonne reviendra au village où elle fera restaurer le nouveau château de Luxe.
La révolution est accueillie avec un certain recul : seul le curé de Luxe, réfractaire, en est la victime. L'effort de guerre (« emprunt patriotique ») est minimisé au maximum. Certains jeunes échapperont à la conscription. En 1790, Luxe-Sumberraute est versée dans le canton de Garris dépendant du district de Mont-Bidouze, nom révolutionnaire de  Saint-Palais.
En 1814 la commune de Luxe est le lieu de la bataille de Duronia, dite bataille de Garris qui ne fera aucune victime civile mais causera d'importants dégâts matériels.
La commune a été créée le 27 juin 1842 par la réunion des communes de Luxe et de Sumberraute, à l'instar de nombreuses communes des Basses-Pyrénées dans la période 1841-1842.
La Première Guerre mondiale entraîne une hécatombe d'hommes jeunes puisque 16 d'entre eux meurent. Cela représente environ un tiers des hommes de la tranche 21-49 ans susceptibles de porter une arme.
Lors de la Seconde Guerre mondiale la France est coupée en deux par la ligne de démarcation qui suit la RN133. Luxe-Sumberraute est en zone occupée. L'unité allemande chargée de la surveillance à partir juin 1940 est logée dans la maison Berrogain et ses 60 chevaux occupent les écuries de la maison Pechinazahar. Durant cette période des résistants ont œuvré pour les filières d'évasion et les réfractaires au STO, parmi lesquels l'instituteur et secrétaire de mairie François Louvigné.

## Autres personnalités
- Pes de Laxague (1320-1393) né à Sumberraute est devenu seigneur du lieu dès sa prime jeunesse[54],[55]. Il deviendra ricombre de Navarre et chambellan de Charles III de Navarre. Il a fait construire le château de Latsaga à Ostabat-Asme.

## Héraldique
Les armoiries communales reprennent les armes des seigneurs de Luxe et de Sumberraute. Il deviendra ricombre de Navarre er chambellan de Charles III de Navarre. Il a fait construire de château de Latsaga
| Blason | Blasonnement : Deux écus en fasce « De gueules à trois chevrons d'or » et « D'argent au lion de sable ». |

## Politique et administration
Pour la période antérieure à 1842 les maires de la commune de Luxe et les maires de Suberraute sont données dans les articles correspondants.
| Période | Période  | Identité                 | Étiquette               | Qualité                                                                     |
| ------- | -------- | ------------------------ | ----------------------- | --------------------------------------------------------------------------- |
| 1842    | 1846     | Bernard Heguito-Oxoby    |                         |                                                                             |
| 1846    | 1848     | Jean-Pierre Aphalo       |                         |                                                                             |
| 1848    | 1857     | Bernard Berrogain-Noguès |                         |                                                                             |
| 1857    | 1862     | Bernard Lartigau         |                         |                                                                             |
| 1862    | 1866     | Pierre Léon Pées         |                         | décès en cours de mandat                                                    |
| 1866    | 1878     | Arnaud Aguerre           |                         |                                                                             |
| 1878    | 1895     | Bernard Lartigau         |                         |                                                                             |
| 1895    | 1902     | Marcellin Egurbide       |                         |                                                                             |
| 1902    | 1935     | Félix Louis Aurèle Gaby  |                         |                                                                             |
| 1935    | 1965     | Jean Chohobigarat        |                         |                                                                             |
| 1965    | 1977     | Roger Chohobigarat       |                         |                                                                             |
| 1977    | 1989     | Barthélemy Aguerre       | UDF puis MoDem puis UDI | chef d'entreprise, conseiller général du canton de Saint-Palais (1994-2015) |
| 1989    | 1995     | Pierre Etchart           |                         | chef d'entreprise                                                           |
| 1995    | 2020     | Barthélémy Aguerre       |                         | nouveau mandat                                                              |
| 2020    | En cours | Patrick Bizos            |                         | conseiller commercial                                                       |

### Intercommunalité
La commune appartient à sept structures intercommunales :
- la communauté d'agglomération du Pays Basque ;
- le syndicat AEP du pays de Mixe ;
- le syndicat d'assainissement collectif de Saint-Palais ;
- le syndicat d’énergie des Pyrénées-Atlantiques ;
- le syndicat intercommunal de regroupement pédagogique « Ikas Bidea » ;
- le syndicat intercommunal pour le fonctionnement des écoles d'Amikuze ;
- le syndicat intercommunal pour le soutien à la culture basque.

## Population et société

### Démographie

#### Avant 1793
En 1350, 9 feux sont signalés à Sumberraute.
Le recensement à caractère fiscal de 1412-1413, réalisé sur ordre de Charles III de Navarre, comparé à celui de 1551 des hommes et des armes qui sont dans le présent royaume de Navarre d'en deçà les ports, révèle une démographie en forte croissance. Le premier indique à Sumberraute la présence de 7 feux, le second de 24 (19 + 5 feux secondaires).
Le recensement de la population de Basse-Navarre de 1695 dénombre 41 feux à Sumberraute.

#### De 1793 à 1842
Les communes de Luxe et de Sumberraute sont séparées.
|             | 1793 | 1800 | 1806 | 1821 | 1831 | 1836 |
| ----------- | ---- | ---- | ---- | ---- | ---- | ---- |
| Luxe        | 285  | 277  | 278  | 285  | 310  | 332  |
| Sumberraute | 171  | 173  | 192  | 190  | 174  | 163  |
| Total       | 456  | 450  | 470  | 475  | 484  | 495  |

#### Après 1842
L'évolution du nombre d'habitants est connue à travers les recensements de la population effectués dans la commune depuis 1793. Pour les communes de moins de 10 000 habitants, une enquête de recensement portant sur toute la population est réalisée tous les cinq ans, les populations de référence des années intermédiaires étant quant à elles estimées par interpolation ou extrapolation. Pour la commune, le premier recensement exhaustif entrant dans le cadre du nouveau dispositif a été réalisé en 2008.

En 2022, la commune comptait 399 habitants, en évolution de −0,75 % par rapport à 2016 (Pyrénées-Atlantiques : +3,78 %, France hors Mayotte : +2,11 %).
| 1793 | 1800 | 1806 | 1821 | 1831 | 1836 | 1841 | 1846 | 1851 |
| ---- | ---- | ---- | ---- | ---- | ---- | ---- | ---- | ---- |
| 285  | 277  | 278  | 285  | 310  | 332  | 456  | 451  | 459  |

| 1856 | 1861 | 1866 | 1872 | 1876 | 1881 | 1886 | 1891 | 1896 |
| ---- | ---- | ---- | ---- | ---- | ---- | ---- | ---- | ---- |
| 363  | 357  | 398  | 347  | 343  | 349  | 340  | 346  | 344  |

| 1901 | 1906 | 1911 | 1921 | 1926 | 1931 | 1936 | 1946 | 1954 |
| ---- | ---- | ---- | ---- | ---- | ---- | ---- | ---- | ---- |
| 339  | 331  | 358  | 341  | 306  | 321  | 294  | 290  | 238  |

| 1962 | 1968 | 1975 | 1982 | 1990 | 1999 | 2006 | 2008 | 2013 |
| ---- | ---- | ---- | ---- | ---- | ---- | ---- | ---- | ---- |
| 224  | 271  | 190  | 163  | 213  | 256  | 283  | 286  | 373  |

| 2018 | 2022 | - | - | - | - | - | - | - |
| ---- | ---- | - | - | - | - | - | - | - |
| 406  | 399  | - | - | - | - | - | - | - |

## Économie
La commune fait partie de la zone d'appellation de l'ossau-iraty.

## Culture locale et patrimoine
- Reconstitution du château de Luxe rasé en 1524

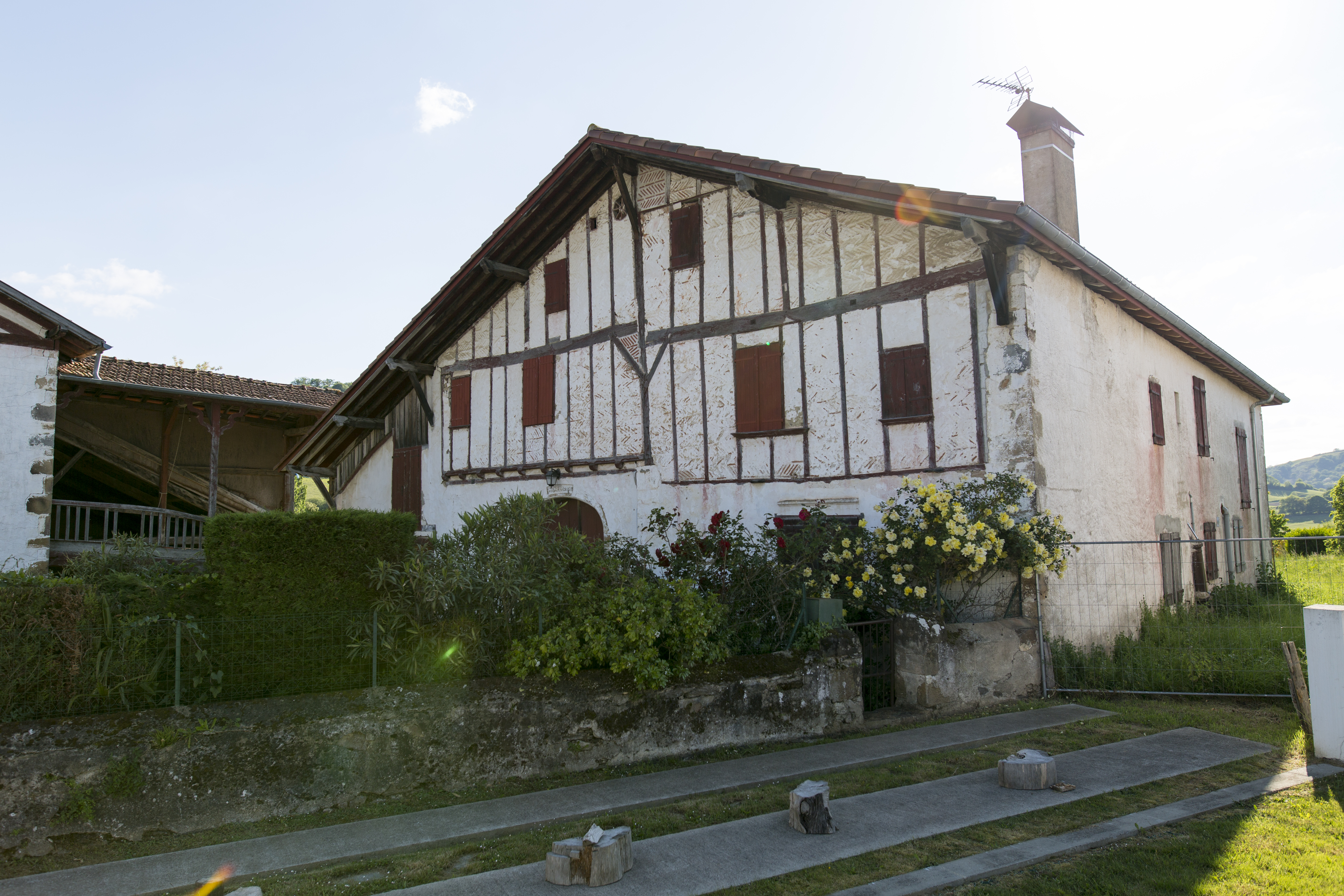
Maison Pechinezahar à Luxe.

### Patrimoine civil
- Le château des seigneurs de Luxe[71] date du XIe siècle. Les relevés topographiques permettent de reconstituer l'allure de la forteresse, constituée d'un donjon et d'une enceinte circulaire dominant une « basse-cour »[72],[48].
- Le château de Luxe lui a succédé à une date inconnue. Il a été remis en état et agrandi au XVIIIe siècle à partir d'un bâtiment en forme de croix[Carte 7]. Il a subi ultérieurement de nombreux travaux[73].
- Le château de Sumberraute, dit maison Jauregia date des XVIIe et XIXe siècles[74]. Il n'existe aucune certitude quant au château dans la période antérieure au XVIIe siècle[75].

### Patrimoine religieux
- L'église de l'Assomption-de-la-Bienheureuse-Vierge-Marie[76], à Luxe, date du XIXe siècle. Elle succède à l'église Notre-Dame de Luxe (Sancta (M)aria de Lucse dans le cartulaire de la Cathédrale de Dax Liber Rubeus en  1160[77]).
- La chapelle Saint-Martin à Sumberraute qui succède à l'église Sanctus Martinus de Alzunbeïraute[77].

## Équipements

### Enseignement
La commune dispose d'un institut médical éducatif (ESAT Beila Bidia). Celui-ci a été fondé en 1964 par Paul Genieis.